# Gwinea na Mistrzostwach Świata w Lekkoatletyce 2009
Gwinea na Mistrzostwach Świata w Lekkoatletyce 2009 – reprezentacja Gwinei podczas czempionatu w Berlinie liczyła 2 zawodników, z których żaden nie awansował do finału.

## Występy reprezentantów Gwinei

### Mężczyźni
| Konkurencja   | Zawodnik        | Eliminacje | Eliminacje | Ćwierćfinał   | Ćwierćfinał   | Półfinał      | Półfinał      | Finał         | Finał         |
| Konkurencja   | Zawodnik        | Wynik      | Poz.       | Wynik         | Poz.          | Wynik         | Poz.          | Wynik         | Poz.          |
| ------------- | --------------- | ---------- | ---------- | ------------- | ------------- | ------------- | ------------- | ------------- | ------------- |
| Bieg na 100 m | Oumar Bella Bah | 11,20 PB   | 74.        | Nie awansował | Nie awansował | Nie awansował | Nie awansował | Nie awansował | Nie awansował |

### Kobiety
| Konkurencja   | Zawodniczka | Eliminacje | Eliminacje | Ćwierćfinał    | Ćwierćfinał    | Półfinał       | Półfinał       | Finał          | Finał          |
| Konkurencja   | Zawodniczka | Wynik      | Poz.       | Wynik          | Poz.           | Wynik          | Poz.           | Wynik          | Poz.           |
| ------------- | ----------- | ---------- | ---------- | -------------- | -------------- | -------------- | -------------- | -------------- | -------------- |
| Bieg na 100 m | Mariama Bah | 13,33 PB   | 52.        | Nie awansowała | Nie awansowała | Nie awansowała | Nie awansowała | Nie awansowała | Nie awansowała |